# Carmen Zapata
Pour les articles homonymes, voir Zapata.
Carmen Zapata est une actrice américaine née le 15 juillet 1927 à New York, État de New York (États-Unis) et morte le 5 janvier 2014 à Van Nuys en Californie, des suites d'une insuffisance cardiaque.

## Filmographie

### Cinéma
- 1969 : Hail, Hero!, de David Miller : Juana
- 1972 : Portnoy et son complexe (en) (Portnoy's Complaint) d'Ernest Lehman : Mrs. Harero
- 1973 : Bad Charleston Charlie : Lottie
- 1974 : The Last Porno Flick
- 1974 : W de Richard Quine : Betty
- 1975 : Boss Nigger
- 1976 : C'est toujours oui quand elles disent non (I Will, I Will... for Now), de Norman Panama : Maria
- 1977 : John Hus
- 1977 : Billy Jack Goes to Washington
- 1977 : Un espion de trop (Telefon), de Don Siegel : infirmière
- 1979 : Boulevard Nights (en) de Michael Pressman : Mrs. Londeros
- 1980 : Les nanas jouent et gagnent (How to Beat the High Co$t of Living) de Robert Scheerer Mama
- 1980 : There Goes the Bride de Terry Marcel (en) : Mrs. Ramirez
- 1983 : Vultures : Elena Garcia-Lopez
- 1985 : Las Madres de la Plaza de Mayo : narratrice (voix)
- 1986 : The Education of Allison Tate : Teresa Aleman
- 1992 : Sister Act : religieuse du chœur
- 1993 : Nom de code : Nina (Point of No Return), de John Badham : juge
- 1993 : Sister Act, acte 2 (Sister Act 2: Back in the Habit), de Bill Duke : Choir Nun
- 1994 : Por la Vida: Street Vending & the Criminalization of Latinos : narratrice (voix)
- 1997 : The Disappearance of Garcia Lorca : la mère de Lorca
- 2000 : The Egg Plant Lady : Rosa Vecino
- 2001 : The Sleepy Time Gal : Anna

### Télévision
- 1971 : L'Homme de la cité ("The Man and the City") (série) : Josefina
- 1972 : The Couple Takes a Wife : Maria
- 1973 : Carola, de Norman Lloyd
- 1973 : The Girls of Huntington House : Miss Rodriquez
- 1973 : Villa Alegre (série) : Doña Luz
- 1973 : The Gift of Terror : Tante Caroline
- 1973 : Keep an Eye on Denise
- 1973 : My Darling Daughters' Anniversary : Esther
- 1973 : Love, American Style
- 1975 : Winner Take All : Sara
- 1975 : Le Combat de ma mère (A Home of Our Own) : Elena De La Paz
- 1976 : Shark Kill : Helena Mendoza
- 1976 : Viva Valdez (série) : Sophia Valdez
- 1978 : Leave Yesterday Behind : Connie
- 1978 : Flying High : Mrs. Bellagio
- 1978 : A Guide for the Married Woman : Mrs. Garcia
- 1979 : Like Normal People : préposée aux permis de conduire
- 1980 : One Last Ride (feuilleton) : Mrs. Martinez
- 1980 : Hagen (série) : Mrs. Chavez
- 1980 : Homeward Bound : Lorenza
- 1980 : Children of Divorce (Les Enfants du divorce)
- 1982 : Une affaire d'enfer (Not Just Another Affair) : le juge Mercado
- 1984 : Hear Me Cry : Mrs. Battaglia
- 1984 : Santa Barbara (Santa Barbara) (série) : Carmen Castillo #1 (1985-1986, 1988-1990, 1991)
- 1987 : Daniel and the Towers (en) : Consuelo Guerra
- 1988 : Broken Angel
- 1990 : How to Murder a Millionaire : Clara
- 1992 : Secrets : juge
- 1995 : Un tramway nommé Désir (A Streetcar Named Desire), de Glenn Jordan : fleuriste
- 2002 : Fidel : vieille femme